# ラスタマン・ヴァイブレーション
『ラスタマン・ヴァイブレーション』（Rastaman Vibration）は、ボブ・マーリー&ザ・ウェイラーズが1976年に発表したスタジオ・アルバム。

## 解説
前スタジオ・アルバム『ナッティ・ドレッド』（1974年）に引き続き、マーリーの友人ヴィンセント・フォードの名がソングライターのクレジットに記載されている。「クライ・トゥ・ミー」はウェイラーズが1966年に録音した曲のセルフ・カヴァーで、「ナイト・シフト」はアルバム『Soul Rebels』（1970年）収録曲「イッツ・オールライト」を改題したもの。
マーリーは本作で初めて全米トップ10入りを果たし、『ビルボード』誌のR&Bアルバム・チャートでも過去最高の11位に達した。本作からのシングル「ルーツ、ロック、レゲエ」はBillboard Hot 100で51位、R&Bシングル・チャートで37位に達した。
収録曲「ウォー」の歌詞は、エチオピア帝国皇帝ハイレ・セラシエ1世が1968年に行ったスピーチが元になっている。この曲は、後に多くのアーティストによってカヴァーされた。シネイド・オコナーは、1992年に『サタデー・ナイト・ライブ』に出演した際、この曲をア・カペラで歌った後、ローマ教皇ヨハネ・パウロ2世の写真を破って「真の敵と戦え!」と叫んだ。オコナーは後に、自身のアルバム『スロウ・ダウン・ユア・アームズ』（2005年）に「ウォー」のカヴァーを収録している。
2001年発売のリマスターCDには、本作に先行してシングルA面として発表されていた曲「ジャー・リヴ」が追加収録された。

## 収録曲
Side 1
1. ポジティヴ・ヴァイブレイション - "Positive Vibration" (Vincent Ford) - 3:34
2. ルーツ、ロック、レゲエ - "Roots, Rock, Reggae" (V. Ford) - 3:38
3. ジョニー・ワズ - "Johnny Was" (Rita Marley) - 3:48
4. クライ・トゥ・ミー - "Cry to Me" (R. Marley) - 2:36
5. ウォント・モア - "Want More" (Aston Barrett) - 4:14

Side 2
1. クレイジー・ボールドヘッド - "Crazy Baldhead" (R. Marley, V. Ford) - 3:12
2. フー・ザ・キャップ・フィット - "Who the Cap Fit" (A. Barrett, Carlton Barrett) - 4:43
3. ナイト・シフト - "Night Shift" (Bob Marley) - 3:10
4. ウォー - "War" (Allen Cole, C. Barrett) - 3:36
5. ラット・レース - "Rat Race" (R. Marley) - 2:50

### 2001年リマスター盤ボーナス・トラック
- ジャー・リヴ - "Jar Live" (Lee Perry, B. Marley) - 4:16

## 参加ミュージシャン
- ボブ・マーリー - ボーカル、ギター、パーカッション
- ドナルド・キンゼイ - リードギター
- アル・アンダーソン - リードギター(on 6.)
- アール・スミス - ギター、パーカッション
- タイロン・ダウニー - キーボード、ベース、パーカッション、バッキング・ボーカル
- アストン・バレット - ベース、ギター、パーカッション
- カールトン・バレット - ドラムス、パーカッション
- アルヴィン・パターソン - パーカッション
- リタ・マーリー - バッキング・ボーカル
- ジュディ・モワット - バッキング・ボーカル
- マーシャ・グリフィス - バッキング・ボーカル